# Balança de molles

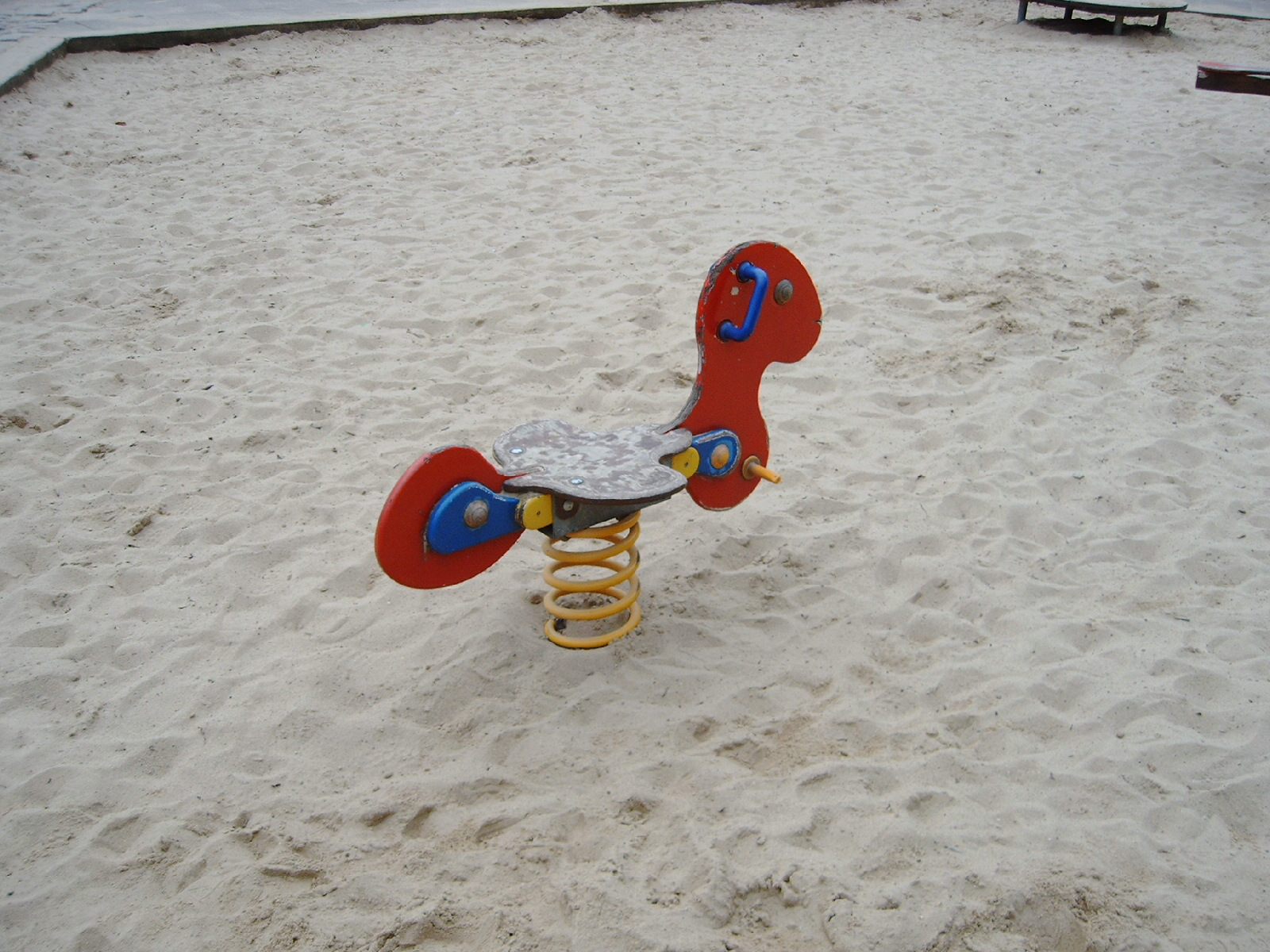
Balança de molles

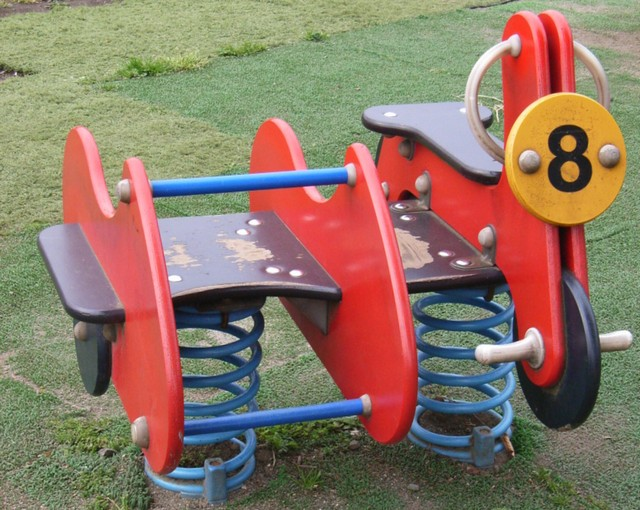
Balança doble

Una balança de molles o balança de-amb molla és un joc infantil que es troba en parcs i jardins i es basa en un ressort sobre el qual s'asseu el nen i es balanceja.
La balança de molla, com a variant moderna del cavall balancí tradicional està compost per una molla de grans dimensions, un seient, una figura decorativa i una estructura amb nanses metàl·liques a les quals s'agafen els infants. Les balances de molles són recomanades per experimentar amb l'equilibri i el joc del balanceig. Així mateix, permeten de fomentar la sociabilitat col·locant diverses unitats en una mateixa zona. En general, la figura està fabricada de contraxapat antihumitat o de polietilè. Tenen la forma d'animals o vehicles (ovelles, cavalls, granotes, ocells, motocicletes, avions, etc.), i així els usuaris poden fer com si cavalquessin o conduïssin.
La primera balança de molles va ser creada per l'escultor danès Tom Lindhart Wils (1935-2007) l'any 1972. Havia creat unes escultures plenes de coloraines per tal d'alegrar els barris socials. Va constatar que els nens preferien escalar les seves obres en lloc de només admirar-les, la qual cosa li va donar la inspiració de crear jocs artístics. El 1970 va associar-se amb Hans Mogen Frederiksen en Multikunst Legepladser  (Espais de joc multiart) a fi de portar jocs acolorits als barris de pisos grisos. La primera balança tenia la forma d'una gallina. Lindhardt i Frederiksen són considerats com els inventors dels jocs amb molles. La gallina va ser coronada el mateix any amb el Jeppe Design Award. El grup va canviar el nom a Kompan (danès per a 'company') i va evolucionar vers una empresa multinacional de producció de jocs i de concepció d'espais de jocs que cotitzava en borsa del 1986 al 2005. L'empresa té la seu d'explotació de la península Ibèrica a Mataró.

## Variacions
- Balança de dues places: alçaprem la frontissa central de la qual està reemplaçada per una molla o una balança amb dues molles juxtaposades (vegeu imatge).
- Balança de quatre places. El seu avantatge rau en la possibilitat que els usuaris puguin moure's en totes les direccions.